# Józef Petruk

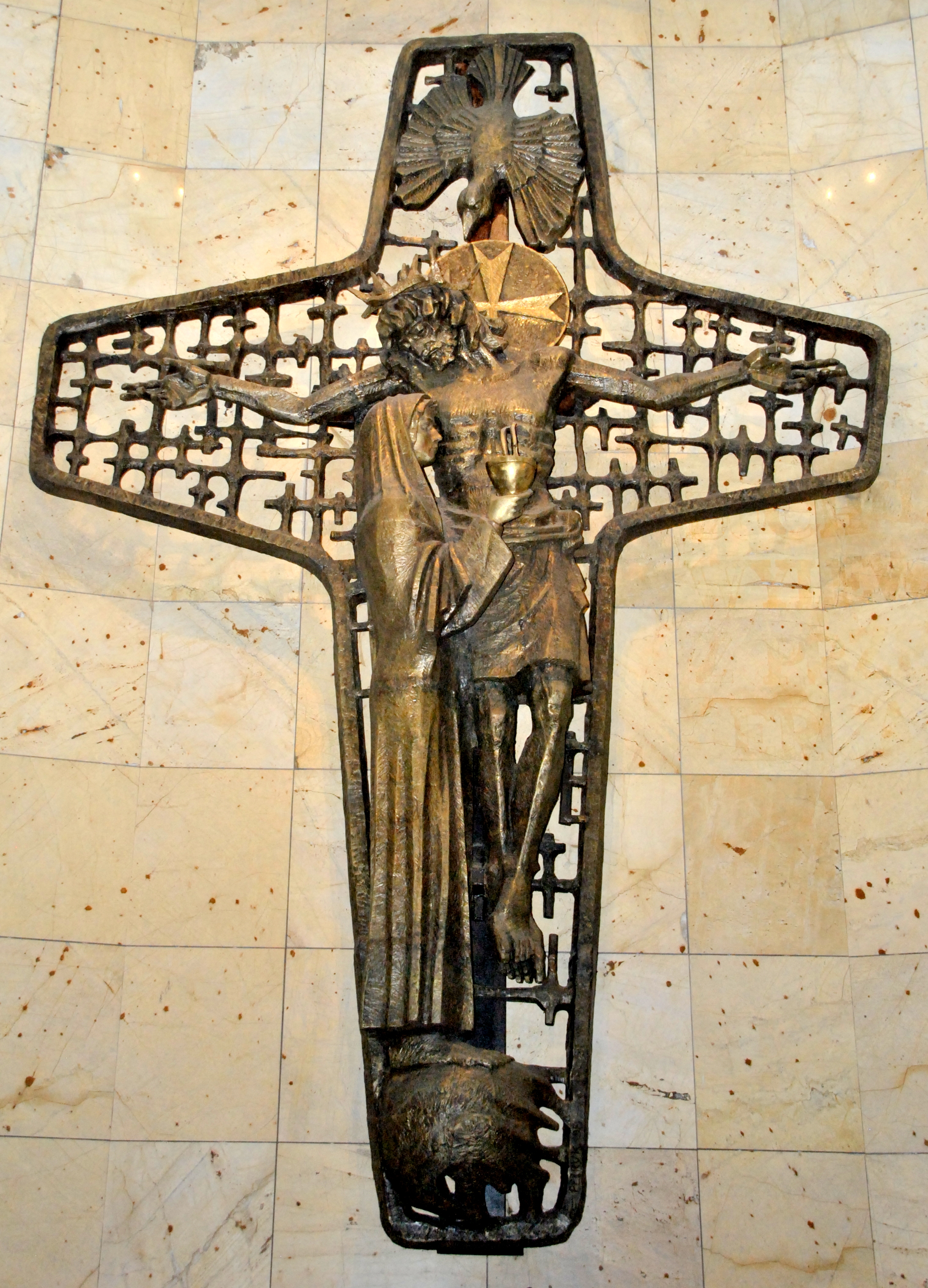
Rzeźba w kościele bł. Radzyma Gaudentego w Gnieźnie

Józef Petruk (ur. 1944 w Poznaniu) – polski rzeźbiarz, pedagog.

## Życiorys
Rzeźbiarstwo studiował w Państwowej Wyższej Szkole Sztuk Pięknych w Poznaniu w pracowniach prof. Jacka Pugeta i doc. Magdaleny Więcek w latach 1963–1969. Od 1987 przez dwie kadencje (do 1993) pełnił funkcję dziekana Wydziału Wychowania Plastycznego. W latach 1993–1996 był kierownikiem Katedry Rzeźby Akademii Sztuk Pięknych w Poznaniu, od 2005 do 2008 był dziekanem Wydziału Rzeźby i Działań Przestrzennych. Obecnie jest prodziekanem ww. Wydziału. Jego pracownię opuściło ponad pięćdziesięciu dyplomatów, nad którymi sprawował opiekę merytoryczną. Laureat licznych nagród. Reprezentuje również Wielkopolski Związek Artystów Rzeźbiarzy.

## Twórczość
Jego twórczość rzeźbiarska obejmuje różne formy: pomniki, rzeźbę monumentalną, rzeźbę nagrobną, popiersia, płaskorzeźby, tablice, małe formy rzeźbiarskie, medale, plakiety, projekty odznaczeń, ale także rysunek, grafikę i malarstwo. W 2016, w Muzeum Literackim Henryka Sienkiewicza w Poznaniu, zorganizowana została wystawa prac malarskich Józefa Petruka zatytułowana Moje pejzaże.

### Popiersia
- Piotr Michałowski
- Fryderyk Chopin
- Paul Delvaux
- Marcin Rożek w Wolsztynie
- Ignacy Jan Paderewski

### Pomniki
- Pomnik Adama Mickiewicza w Poznaniu (PTPN) – replika pierwszego pomnika wieszcza w Polsce
- Żołnierzom Garnizonu Leszczyńskeigo w Lesznie
- św. Floriana w Pleszewie
- św. Floriana – Rynek w Krobi
- ks. Władysława Bukowińskiego w Karagandzie w Kazachstanie
- głaz Honoriusza Kowalczyka w Poznaniu
- głaz Piotra Majchrzaka w Poznaniu
- Pomnik Poległych w Powstaniu Poznańskim

### Portrety
- Włodzimierz Szukalski
- Alfred Olszewski w Warmątowicach

### Epitafium
- bp. Edwarda Roppa w Katedrze w Białymstoku

### Ołtarze
- Chrystus Błogosławiący w Kościele Oblatów w Poznaniu

### Rzeźba
- „Chrystus rodzący Kościół” w Parafii bł. Radzyma Gaudentego w Gnieźnie z brązu
- Wędrowiec – Lotnisko we Frankfurcie nad Menem
- Rower – nagroda wykonana w brązie dla zwycięzcy wyścigu „Tour de Flandern” w Belgii

### Tablice
- poświęcona Henrykowi Sienkiewiczowi w Wiedniu
- poświęcona Józefowi Krzyżańskiemu (kapiście) w Poznaniu (Piaski)
- poświęcona Wojciechowi Cieślewiczowi (ofierze ZOMO) w Poznaniu (Most Teatralny)
- poświęcona Antoniemu Bazaniakowi (olimpijczykowi)  w Poznaniu  nad  Jeziorem Maltańskim